# Casa editrice
Una casa editrice è una società o un'associazione la cui attività principale consiste nella produzione e distribuzione di libri, periodici o di testi stampati in genere. Oggi l'attività editoriale comporta anche la pubblicazione di opere consultabili attraverso vari tipi di computer (dal PC fisso allo smartphone).

## Storia

### Origini
Le più antiche case editrici tuttora esistenti sono nate nel mondo accademico. Sono la Cambridge University Press (fondata nel 1583) e la Oxford University Press (1586).
Al di fuori del mondo accademico, le prime case editrici comparvero alla metà del XVIII secolo. È da notare che nella lingua dell'epoca erano chiamate ancora “librerie”, pur se avevano tutti i caratteri di un'impresa commerciale.
I rapporti economici con gli autori erano tutti a favore del libraio: questi riservava per sé i diritti esclusivi di edizione, corrispondendo all'autore una cifra prestabilita per ciascuna opera. Molti librai commissionavano a uno stampatore la realizzazione materiale del libro. La diffusione e la distribuzione erano affidate a professionisti esterni (commercianti e ambulanti).

### Il XIX secolo
Il processo di accorpamento di tipografia, libreria e uffici commerciali in seno alla stessa impresa si verificò in un periodo che va (a seconda delle aree geografiche) dal 1780 agli anni '40 del XIX secolo:
- Inghilterra, Fiandre e Olanda: in corrispondenza della Rivoluzione industriale; anche i servizi di consegna di libri a domicilio apparvero per la prima volta a Londra, Bruxelles ed Amsterdam;
- Francia: dopo il vento di libertà durante la Rivoluzione, Napoleone fissò le regole fondamentali dell'attività libraria in Francia;
- Germania e Italia: in questi due Paesi le prime case editrici in senso moderno apparvero dopo la Restaurazione.

In questo periodo si affermano: in Gran Bretagna l'inglese Richard Bentley (1794-1871, editore di Charles Dickens) e gli scozzesi Adam e Charles Black (già redattori dell'Encyclopædia Britannica) e John Murray; in Francia Charles Joseph Panckoucke; in Germania Friedrich Christoph Perthes; in Italia (a Torino) Giuseppe Pomba. Nel 1840 Louis Hachette, libraio-editore parigino, avvia un servizio di distribuzione di libri in tutta la Francia attraverso accordi con le ferrovie nazionali. I libri di Hachette sono acquistabili in tutte le stazioni francesi.
Nel corso della prima metà del XIX secolo, al progresso dell'alfabetizzazione si accompagna un aumento della produzione di libri e una diversificazione della qualità: dai libri eruditi alle edizioni popolari in formato tascabile. I giornali, che cominciano ad avere tirature importanti, offrono ai propri lettori romanzi d'appendice a puntate; nelle case entrano i primi libri illustrati per ragazzi. Si assiste alla nascita di quelli che verranno chiamati best seller, con autori come Alessandro Manzoni in Italia, Alexandre Dumas in Francia e Walter Scott in Inghilterra. Vengono fondate in questo periodo alcune case editrici tuttora di primo piano: Bertelsmann in Germania (1837), Hachette in Francia (1826, oggi Hachette Livre), Pearson in Inghilterra (1844). In Italia appaiono Sonzogno ed Hoepli, mentre nella seconda metà del secolo nascono Treves e la Utet. Alla fine del secolo le grandi case editrici scoprono un nuovo mercato: quello dell'istruzione. Nascono nuove riviste illustrate, le enciclopedie per ragazzi, i vocabolari ad uso scolastico. Per quanto riguarda il mondo adulto, è il romanzo il genere più gradito.

### Il XX secolo
Verso il 1910 appaiono le prime grandi case editrici americane (McGraw-Hill). Nel periodo tra le due guerre nascono in Italia due gruppi che sono ancora oggi ai vertici del mercato: Arnoldo Mondadori Editore e Rizzoli Editore. Nel 1929 Valentino Bompiani fonda l'omonima casa editrice, mentre nel 1933 nasce l'Einaudi.

## I grandi gruppi
Nel secondo dopoguerra, i popoli europei conoscono un periodo di sviluppo economico che li porta al benessere. Nuovi lettori si affacciano al mercato, subito contesi dalle case editrici a colpi di prodotti di largo consumo. Invece nella fascia alta appaiono collane come la Pléiade in Francia e i Meridiani in Italia.
A partire dagli anni settanta le case editrici cominciano a riorganizzarsi: si verificano molte fusioni, nascono i primi gruppi multimediali: McGraw-Hill negli Stati Uniti, Rizzoli e De Agostini in Italia, mentre in Francia la Hachette, acquisita dal gruppo Lagardère, diventa il marchio più presente in assoluto nelle librerie oltralpe.
Nel decennio 1990-2000 le case editrici non sono più acquistate da altre case editrici, ma dalle multinazionali. Succede alle grandi case statunitensi, così come a quelle europee. Numerosi marchi vengono rilevati da grandi società d'investimento, che non hanno nulla a che vedere con l'editoria: la casa editrice diventa un fiore all'occhiello, che pesa in molti casi meno del 10% del fatturato totale del gruppo; ad esempio, i francesi Flammarion sono rilevati da RCS Mediagroup, che poi li rivende nel 2012.

## Principali gruppi editoriali nel mondo
Un gruppo editoriale comprende diverse case editrici con le loro filiali. La nazionalità di un gruppo è quella del proprietario e/o di chi possiede la quota maggioritaria.
La tabella sottostante mostra il fatturato dei grandi gruppi mondiali nel 2009, paragonato a quello del 2008. I valori, espressi in euro, riguardano esclusivamente i rami d'attività relativi a libri ed affini.
Dal punto di vista geografico e finanziario, la tabella mostra che l'Europa domina il mercato mondiale del libro e dell'editoria in generale, con un volume globale aggregato di oltre 28 miliardi di euro (2009).
| Casa editrice                       | Proprietario                        | Paese                   | Fatturato 2008 | Fatturato 2009 |
| ----------------------------------- | ----------------------------------- | ----------------------- | -------------- | -------------- |
| Reed Elsevier                       | Azionariato diffuso                 | Regno Unito Paesi Bassi | 4 586          | 5 024          |
| Pearson PLC                         | Azionariato diffuso                 | Regno Unito             | 5 044          | 5 290          |
| Thomson Reuters                     | The Woodbridge Company Ltd.         | Canada                  | 3 485          | 3 812          |
| Wolters Kluwer                      | Azionariato diffuso                 | Paesi Bassi             | 3 374          | 3 425          |
| Houghton Mifflin                    | Consorzio bancario                  | Stati Uniti             | 1 393          | 1 116          |
| Carl Bertelsmann Verlag             | Bertelsmann AG                      | Germania                | 2 980          | 2 969          |
| Hachette Livre                      | Gruppo Lagardère                    | Francia                 | 2 159          | 2 273          |
| Grupo Planeta                       | Azionariato diffuso                 | Spagna                  | 1 760          | 1 804          |
| McGraw-Hill Education               | Azionariato diffuso                 | Stati Uniti             | 1 794          | 1 619          |
| Mondadori                           | Gruppo Fininvest                    | Italia                  | 1 819          | 1 540          |
| John Wiley & Sons                   | Azionariato diffuso                 | Stati Uniti             | 1 128          | 1 123          |
| De Agostini S.p.A.                  | B&D Holding/Gruppo De Agostini      | Italia                  | 1 559          | 1 616          |
| Verlagsgruppe Georg von Holtzbrinck | Verlagsgruppe Georg von Holtzbrinck | Germania                | 1 369          | 2 255          |
| HarperCollins                       | News Corporation                    | Stati Uniti Australia   | 944            | 796            |
| Simon & Schuster                    | CBS Corporation                     | Stati Uniti             | 583            | 555            |
| RCS Libri                           | RCS MediaGroup                      | Italia                  | 692            | 578            |
| Cengage Learning                    | Apax Partners, OMERS                | Stati Uniti             | 1 172          | 1 366          |
| Scholastic Corporation              | Scholastic                          | Stati Uniti             | 1 499          | 1 290          |
| Shueisha                            | Gruppo Hitotsubashi                 | Giappone                | 902            | 1 010          |
| Shogakukan                          | Gruppo Hitotsubashi                 | Giappone                | 927            | 966            |
| Kodansha                            | Dai-Nippon Yūbenkai                 | Giappone                | 886            | 943            |
| Springer Science+Business Media     | EQT Partners - GIC                  | Svezia Singapore        | 880            | 857            |
| Informa                             | Informa plc                         | Regno Unito             | 803            | 733            |
| Bonnier                             | The Bonnier Group                   | Svezia                  | 616            | 654            |
| Oxford University Press             | Oxford University                   | Regno Unito             | 619            | 640            |
| Grupo Santillana                    | PRISA                               | Spagna                  | 580            | 617            |
| Gakken                              | Gakken Co. Ltd.                     | Giappone                | 515            | 590            |
| Egmont Group                        | Egmont International Holding        | Danimarca               | 644            | 585            |
| Reader's Digest                     | RDA Holding Co                      | Stati Uniti             | 756            | 529            |
| Klett Verlag                        | Klett Gruppe                        | Germania                | 434            | 466            |
| Cornelsen Verlag                    | Cornelsen                           | Germania                | 354            | 431            |

Stati Uniti
La principale casa editrice nel Paese nordamericano è la "Houghton Mifflin" che opera nella pubblicazione di libri didattici. Pubblica manuali, testi di consultazione, libri di narrativa e saggi di vario tipo.
Regno Unito
A Londra hanno sede due tra i più grandi gruppi editoriali: Pearson e Reed Elsevier. Altro dato significativo è la presenza delle due case editrici universitarie più importanti del mondo: Cambridge University Press (1583) e Oxford University Press (1586), che sono anche le più antiche in assoluto.
Francia
Com'è noto, a Parigi risiede la maggioranza delle industrie del paese. L'editoria non fa eccezione: nella capitale hanno sede il 70% delle case editrici francesi. Il mercato francese è stato dominato per lunghi anni da Hachette. Fino a circa l'anno 2000, quando lo storico marchio è stato surclassato dal Groupe de la Cité. Oggi quest'ultima casa figura tra i primi sei gruppi editoriali del mondo. Dietro ai due colossi, il vuoto: nessun'altra casa editrice francese appare tra le prime 30 del mondo nella classifica del 2010.
Tutte le case sono costrette ad una politica di acquisizione di marchi, per aumentare la propria visibilità. Nel giugno 2012 Gallimard ha acquisito il gruppo Flammarion da RCS Mediagroup, diventando la terza forza del mercato librario francese.
Germania
Il mercato tedesco è dominato da un unico grande gruppo, Bertelsmann, primo sia nel settore cartaceo che nel settore multimediale.
Italia
In Italia esistono più di 4 000 case editrici e questa vastità implica che nessuna casa editrice abbia un totale predominio sul mercato editoriale.
L'Istat suddivide gli editori in piccoli, medi e grandi a seconda del numero di titoli che pubblicano; per essere considerati grandi editori bisogna pubblicare almeno 50 titoli ogni anno.
In Italia i principali gruppi editoriali ed editori indipendenti sono (in ordine alfabetico):
- Adelphi: fondata nel 1962 da Luciano Foà, Roberto Bazlen (Bobi) e Roberto Olivetti, ha al suo attivo alcune tra le collane più interessanti della letteratura contemporanea.
- Chiarelettere: fondata nel 2007 da Lorenzo Fazio, pubblica i libri di numerosi giornalisti d'inchiesta come Marco Travaglio, Gianni Barbacetto, Peter Gomez, Marco Lillo e Davide Vecchi; nell'assetto societario figura al 49% il Gruppo editoriale Mauri Spagnol.

- De Agostini: in joint venture con il Grupo Planeta, controlla i marchi di narrativa e saggistica DeA Planeta Libri, UTET, libro/mania, Bookme; possiede inoltre un vasto catalogo in campo enciclopedico (come Istituto Geografico DeAgostini), scolastico, storico, turistico, e produce Atlanti scolastici e di consultazione, come il Grande Atlante Geografico edito per la prima volta nel 1922.

- e/o: fondata nel 1979, è l'editore di Elena Ferrante; nel 2005 ha aperto a New York la casa editrice Europa Editions.

- Fandango: è il marchio editoriale dell'omonima casa di produzione cinematografica, fondato nel 1998; nel corso degli anni ha acquisito i marchi Playground, Coconino Press, Alet, BeccoGiallo e Orecchio Acerbo.

- Fanucci: fondata nel 1971 da Renato Fanucci, attualmente in mano al figlio Sergio, è una casa editrice che pubblica prevalentemente narrativa di genere, dalla fantascienza (ha portato al successo in Italia i libri di Philip K. Dick) al thriller, fino al romanzo rosa; oltre al marchio omonimo, la produzione editoriale si suddivide fra i marchi TimeCrime, NeroItaliano, OneCrime e Leggereditore. Dal 2020 fa parte del gruppo Rusconi Libri[8].

- Feltrinelli: fondata nel 1954 a Milano, la sua produzione si snoda tra narrativa, saggistica, universale economica, e tutti i libri divisi per argomento dal cinema alle arti fino all'attualità e politica filosofia, letteratura italiana, straniera, scienza e tecnologia e viaggi; controlla vari marchi come Apogeo, Crocetti, Kowalski, Gramma, Gribaudo, Marsilio, SEM, Sonzogno, e ha quote in Donzelli e in Adelphi.

- Giunti: casa editrice fondata a Firenze nel 1956; il gruppo editoriale è annoverato fra i principali in Italia per fatturato, che controlla i marchi De Vecchi, Dami, Demetra, Disney Libri, Fatatrac, Slow Food, Touring ecc.; nel 2016 acquisisce la Bompiani, altra storica casa editrice, fondata a Milano nel 1929.

- HarperCollins: sede italiana del colosso mondiale dell'editoria, nel 2015 acquisisce Harlequin Mondadori (proprietaria anche del marchio Harmony), e inizia a pubblicare libri in Italia.

- Hoepli: casa editrice fondata a Milano nel 1870 dall'editore svizzero naturalizzato italiano Ulrico Hoepli; specializzata in pubblicazioni scientifiche, nota ai più per i suoi dizionari, è attiva nel settore della manualistica tecnica e nell'editoria scolastica.

- La nave di Teseo: pubblica i primi libri nel 2016, in seguito all'uscita di Elisabetta Sgarbi da Bompiani; più avanti acquisirà i marchi Baldini & Castoldi e Oblomov.

- La Scuola: fondata a Brescia nel 1904, è una delle maggiori case editrici attive nell'educazione scolastica in senso lato, dalla scuola materna all'università[9]; propone inoltre numerose collane di letteratura italiana e straniera, letteratura per ragazzi, filosofia, psicologia e pedagogia.

- Laterza: fondata a Bari nel 1901 con quasi ottomila titoli pubblicati dal 1901 al 2000, ha in catalogo saggistica, libri per la scuola e per l'università.

- Marsilio: fondata nel 1961, in oltre cinquant'anni di storia ha pubblicato oltre 6000 titoli, dei quali 2500 ancora in listino, e propone ogni anno circa 150 novità; è proprietaria del marchio Sonzogno.

- Mauri Spagnol: è un gruppo editoriale che possiede diverse case editrici come Longanesi, Garzanti, Corbaccio, Guanda, Salani, Tea, Tre60, Vallardi, Bollati Boringhieri, La Coccinella, Nord, Ponte alle Grazie e quote di Chiarelettere; nel 2018 entra nel gruppo la casa editrice Astoria (acquisita da Guanda) e nel 2019 la Newton Compton.

- Mondadori: è il più grande gruppo editoriale italiano. Oltre al marchio Arnoldo Mondadori Editore, controlla le case editrici Einaudi, Sperling & Kupfer (e il suo marchio Frassinelli), Piemme, Mondadori Electa e, dal 2016, Rizzoli e Fabbri.

- il Mulino: casa editrice accademica, tratta argomenti come storia, antropologia, psicologia, sociologia, scienza politica, filosofia, linguistica, critica letteraria, economia e diritto.

- Mursia: fondata nel 1955 offre un catalogo composto da circa 4.500 titoli, suddivisi in 90 collane.

- Neri Pozza: divisione libri del gruppo editoriale Athesis, viene fondata a Venezia nel 1946[10], si occupa prevalentemente di romanzi storici, intimisti, gialli.

- Newton Compton: storica casa editrice romana che comprende un vasto catalogo di narrativa e di classici della letteratura, filosofia, poesia e saggistica; nel 1992 ha lanciato i libri "100 pagine 1000 lire"; nel 2019 entra nel gruppo GeMS.

- Rusconi Libri: gruppo editoriale a cui appartiene l'omonima casa editrice fondata a Milano nel 1969 da Edilio Rusconi e numerosi marchi come JoyBook, IdeaLibri, Diarkos, Dix, Fanucci Editore, Gherardo Casini Editore, Polillo, Theoria. Rusconi fu la prima a portare in Italia, traducendola integralmente, l'opera Il Signore degli Anelli di J.R.R. Tolkien.

- Sellerio: casa editrice di Palermo, deve la sua fama mondiale ai romanzi di Andrea Camilleri; nel catalogo attualmente sono presenti più di 1000 titoli.

- Solferino: è la casa editrice del gruppo RCS, a seguito della cessione di tutti i suoi marchi al Gruppo Mondadori avvenuta nel 2016; il nuovo azionista di maggioranza è Urbano Cairo, proprietario anche della casa editrice Cairo Editore.[11]

- Zanichelli: ha in catalogo più di 400 libri universitari; 200 fra opere e riviste giuridiche; 600 titoli scolastici; libri di alpinismo, di nautica, di sport, guide naturalistiche, di giardinaggio, testi di fotografia, di arte e di architettura; controlla le case editrici Loescher, D'Anna, Atlas, Ambrosiana ecc.

In Italia vengono tolti e aggiunti dal catalogo editoriali (che comprende circa 400.000 titoli) una quantità di titoli letterari che varia da 3000 a 4000 titoli alla settimana.
Cina
Il colosso asiatico rappresenta un paese emergente nel settore. Si contano oltre 570 case editrici (2008), di cui la metà hanno sede a Pechino. Il volume d'affari totale raggiunge i 5 miliardi di euro (2008)
Giappone
Nel Paese del Sol levante i primi quattro gruppi producono ricavi per 3,5 miliardi di euro. Tra essi, Kodansha mantiene tuttora la posizione di rilievo.